# Hôtel Le Concorde Québec
Le Concorde, officiellement l'Hôtel Le Concorde Québec, est un gratte-ciel de 28 étages de la ville de Québec. Cet immeuble dispose de 406 chambres et suites. Il est réputé pour son restaurant tournant qui est situé à 167 mètres de  hauteur (ou 540 pieds en mesure anglaise) et qui offre une vue de 360 degrés sur Québec et le fleuve Saint-Laurent.

## Localisation
Le bâtiment est situé à Québec, dans le quartier Vieux-Québec–Cap-Blanc–colline Parlementaire. Il se trouve au 1225, cours du Général-De Montcalm, entre la Grande Allée (au nord) et l'avenue Wilfrid-Laurier (au sud). Au sud, on trouve aussi le jardin Jeanne-d'Arc, qui fait partie des plaines d'Abraham et du parc des Champs-de-Bataille.

## Histoire
L'édifice est inauguré le 1er avril 1974. Dessiné par l'architecte Dimitri Dimakopoulos, il est pendant longtemps la propriété de Loews Hotels et porte officiellement le nom de Hôtel Loews Le Concorde. L'hôtel se démarque architecturalement par son ascenseur panoramique et le restaurant rotatif situé à son sommet.
En 2013, le propriétaire annonce un licenciement massif et il ferme le restaurent rotatif l'Astral en octobre. Le 12 février 2014, l'hôtel ferme ses portes.
Le 17 mars 2014, Le Concorde est racheté par l'homme d'affaires Eddy Savoie au prix de 11,5 M $. Celui-ci désire convertir le bâtiment en résidence pour personnes âgées, mais la Ville de Québec n'appuie pas cette reconversion, ce qui met fin au projet. Le 16 avril 2014, le bâtiment est revendu à l'homme d'affaires Jean-Guy Sylvain et à ses associés au prix de 13 M $.
L'hôtel rouvre ses portes le 25 mai 2014. Le 15 octobre 2014, le restaurant rotatif rouvre ses portes sous le nom de Ciel! Bistro-Bar. Des travaux de rénovation sont opérés après cette acquisition. Depuis le 23 octobre 2015, l'édifice est illuminé la nuit

## Galerie

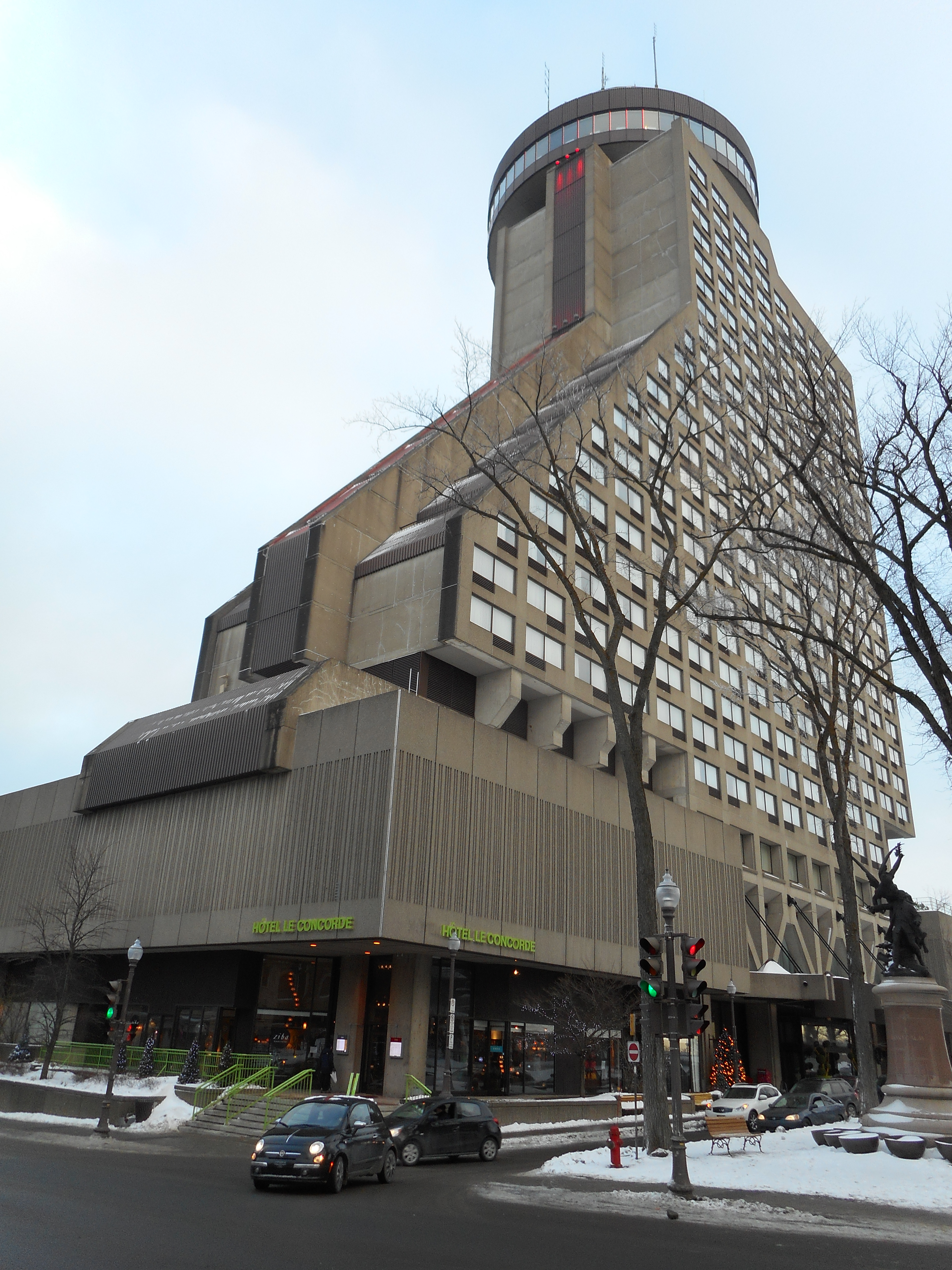
Vue depuis la Grande Allée.
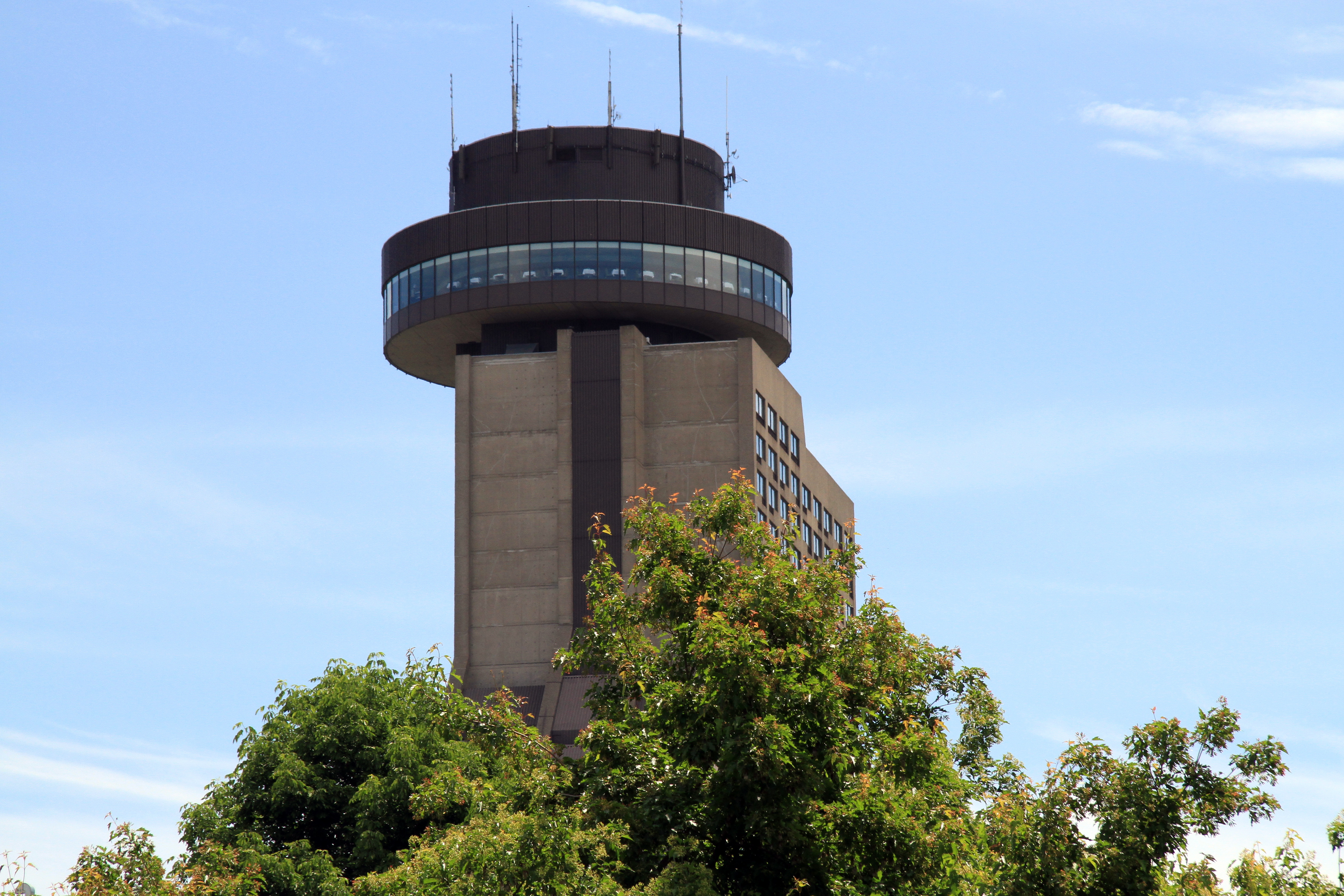
Restaurant rotatif au sommet.
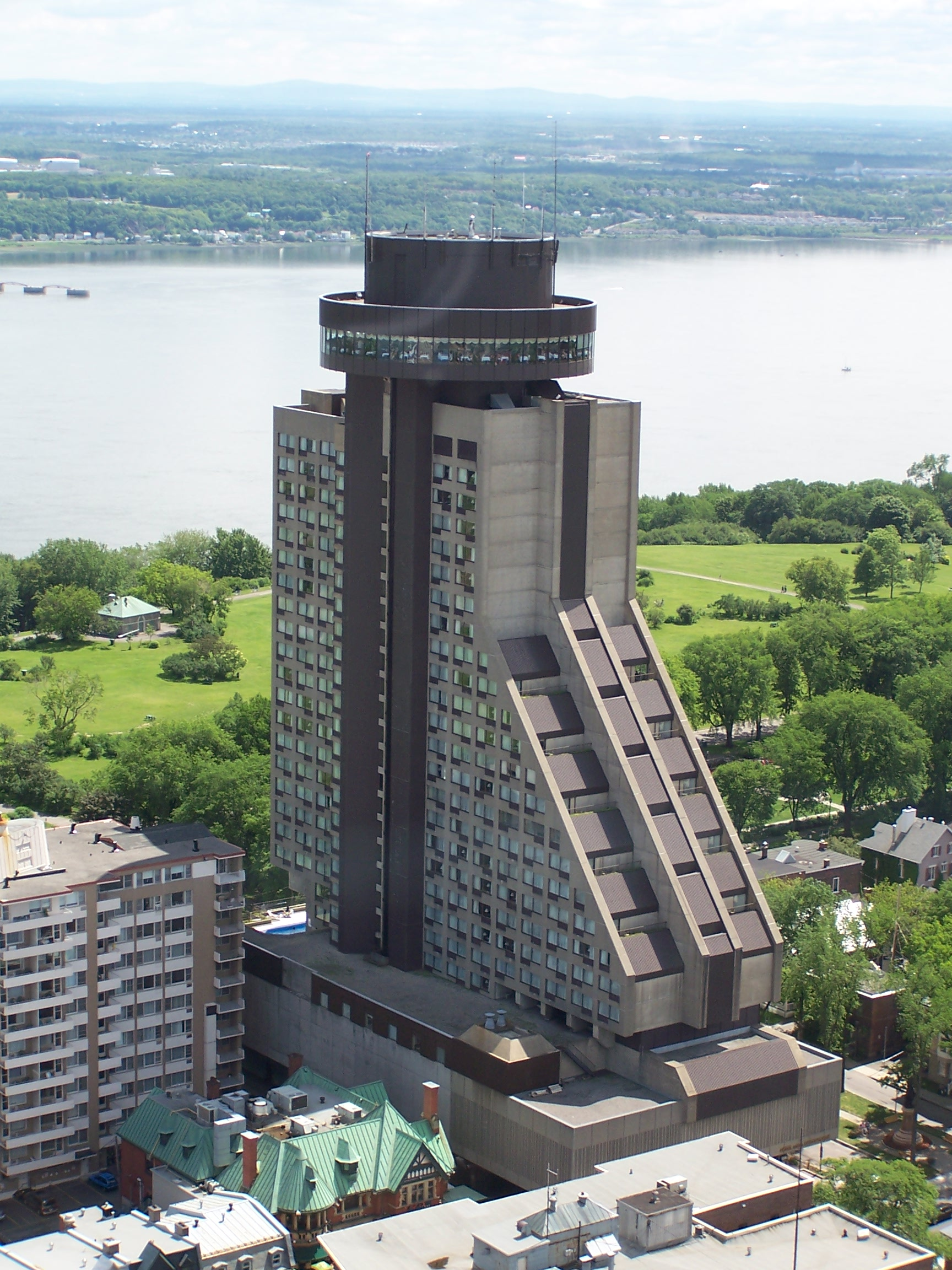
Vue aérienne.
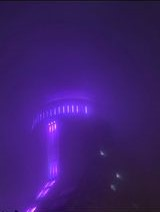
Vue de nuit.